# Декарт (лунный кратер)
Кратер Декарт (лат. Descartes) — большой древний ударный кратер в центральной области видимой стороны Луны. Название присвоено в честь французского философа, математика, механика, физика и физиолога Рене Декарта (1596—1650) и утверждено Международным астрономическим союзом в 1935 г. Образование кратера относится к нектарскому периоду.

## Описание кратера

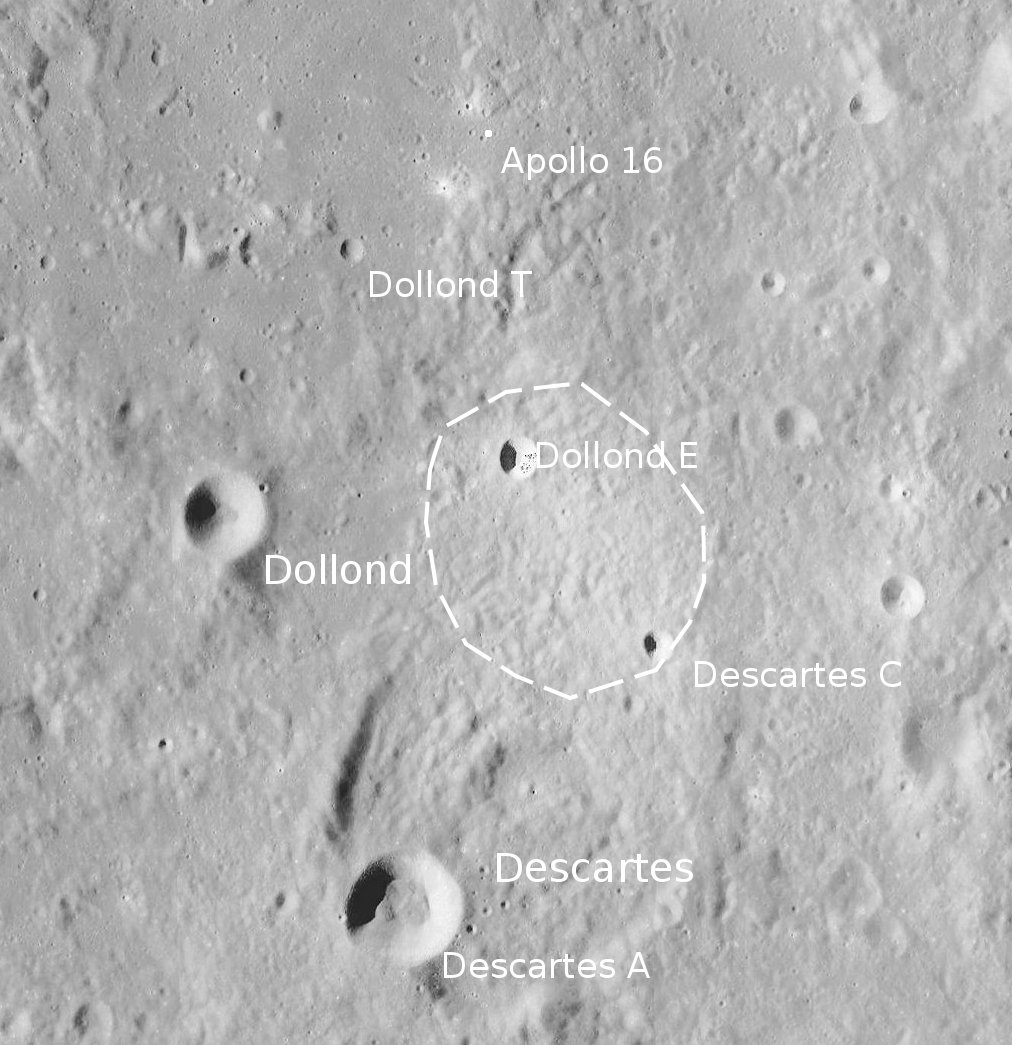
Окрестности кратера Декарт. Снимок Lunar Reconnaissance Orbiter.

Ближайшими соседями кратера являются кратер Андел на западе-северо-западе; кратер Доллонд на северо-западе; кратер Цельнер на северо-востоке; кратер Кант на востоке-северо-востоке; кратер Ибн Рушд на востоке; кратер Тацит на юго-востоке и кратер Абу-ль-Фида на юго-западе. На востоке от кратера находится Море Нектара и его Залив Суровости. Селенографические координаты центра кратера 11°44′ ю. ш. 15°40′ в. д. / 11,74° ю. ш. 15,67° в. д., диаметр 47,73 км, глубина 0,85 км.
За длительное время своего существования кратер подвергся значительному, практически полному разрушению. Вал кратера сохранился в виде отдельных участков и полностью разрушен в северной части. Юго-западную часть вала перекрывает приметный чашеобразный сателлитный кратер Декарт A (см. ниже). Высота остатков вала над окружающей местностью достигает 1110 м, объем кратера составляет приблизительно 1800 км³. Дно чаши пересеченное, имеются несколько изогнутых хребтов, концентричных по отношению к валу кратера.
Северную часть кратера Декарт перекрывает область со значительно большим по отношению к окружающей местности альбедо. Изучение этой области с помощью приборов установленных на зонде “Clementine” позволило установить что данная область является магнитной аномалией, самой значительной на видимой стороне Луны. В соответствии с современными представлениями данная магнитная аномалия отклоняет частицы солнечного ветра, предотвращая потемнение слагающих область пород в результате космического выветривания.

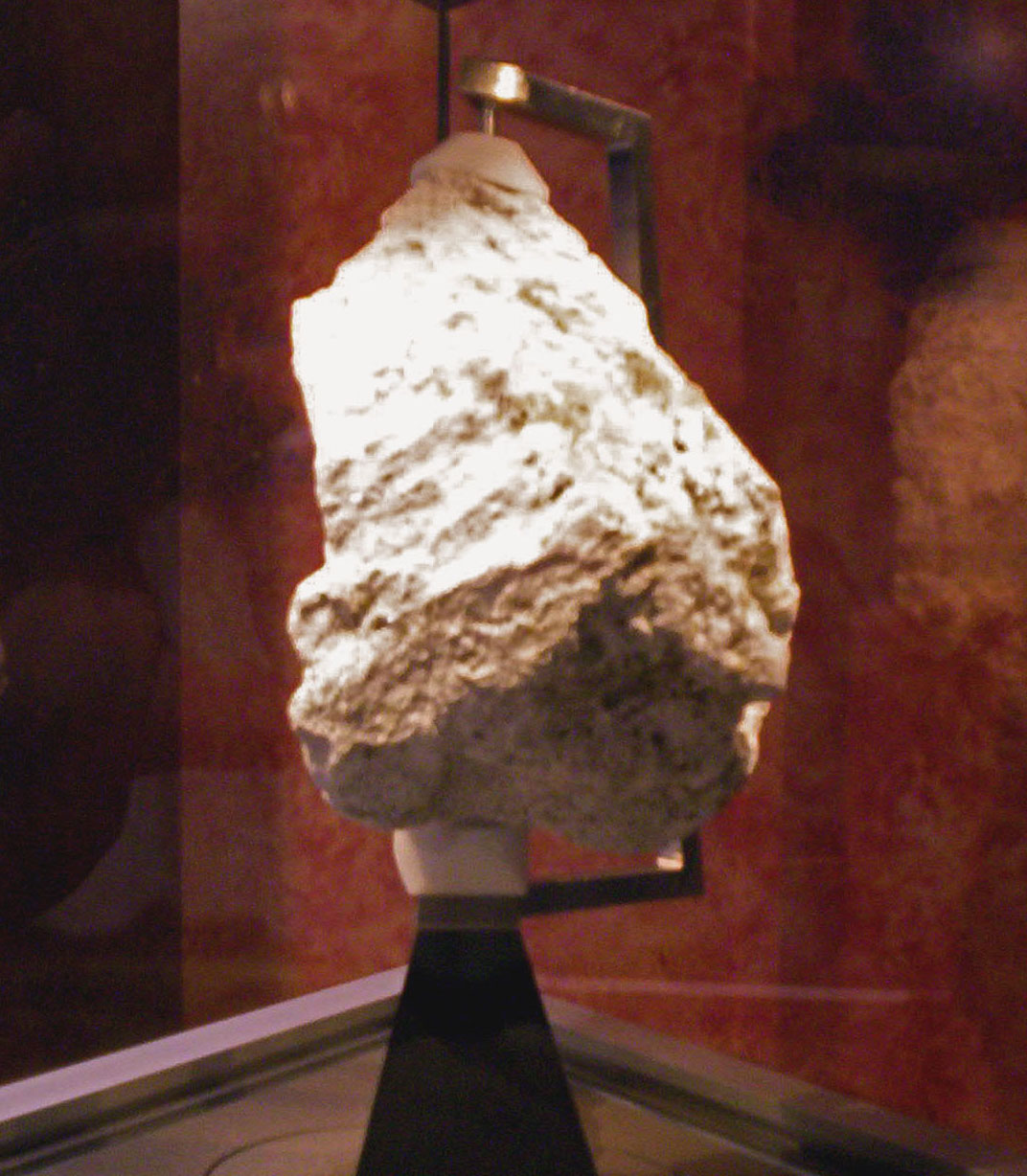
Образец N60025 доставленный на Землю экипажем Аполлона-16, выставлен в Национальном музее естественной истории в г. Вашингтон.

Окружающая кратер местность считалась образованной в результате вулканических извержений потоками более вязкой лавы по сравнению с лавой заполнявшей лунные моря. Однако анализы образцов собранных экспедицией Аполлон-16 доказали что породы формирующие данную местность - это выбросы от мощных импактов, вероятнее всего от импактного события образовавшего Море Нектара. Породы представляют собой брекчии, их состав близок к составу анортозитовых габбро или габброидных анортозитов.

## Сателлитные кратеры
| Декарт | Координаты                                            | Диаметр, км |
| ------ | ----------------------------------------------------- | ----------- |
| A      | 12°05′ ю. ш. 15°11′ в. д. / 12,08° ю. ш. 15,19° в. д. | 14,3        |
| C      | 11°01′ ю. ш. 16°18′ в. д. / 11,02° ю. ш. 16,3° в. д.  | 4,3         |

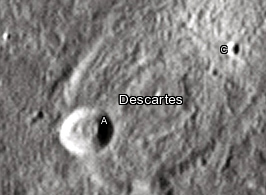
Снимок Девида Кемпбелла.

- Сателлитные кратеры Декарт A и С включены в список кратеров с яркой системой лучей Ассоциации лунной и планетарной астрономии (ALPO)[5].
- Сателлитный кратер Декарт A включен в список кратеров с темными радиальными полосами на внутреннем склоне Ассоциации лунной и планетарной астрономии (ALPO)[6].

## Места посадок космических аппаратов
Приблизительно в 50 км к северу от кратера Декарт 21 апреля 1972 г., в точке с селенографическими координатами 8,97301° ю. ш. 15,49812° в. д., совершил посадку лунный модуль «Орион» экспедиции Аполлон-16. Район посадки иногда называют нагорье Декарта.